# Bologna Football Club 1991-1992
Questa voce raccoglie le informazioni riguardanti il Bologna Football Club nelle competizioni ufficiali della stagione 1991-1992.

## Stagione
Nella stagione 1991-1992 il Bologna termina al 13º posto in Serie B, dopo la retrocessione dalla massima serie. Che il campionato cadetto non sarebbe stato una passeggiata per i rossoblù c'era da aspettarselo, ma una salvezza ottenuta lottando accanitamente fino all'ultimo secondo, francamente in pochi se la sarebbero aspettata. Fin dall'estate, prima con le vicende societarie, Gino Corioni che aveva lasciato la società, con l'insediamento del dott. Pietro Gnudi, poi con l'eliminazione dal primo turno della Coppa Italia ad opera della Fidelis Andria, si era capito che lo scoramento dopo il deludente campionato scorso, poteva lasciare tracce anche in questa stagione. Ha riportato entusiasmo il ritorno in panchina di Luigi Maifredi tornato dall'esperienza juventina, ma i risultati del campo non sono stati quelli sperati. Il 10 novembre dopo lo scivolone interno (0-2) con la Reggiana, il tecnico viene esonerato e sostituito da Nedo Sonetti, con il toscano sulla panchina la musica non cambia di molto, si inizia molto bene il girone di ritorno con sei vittorie nelle prime sette giornate, che lasciano intravedere un sussulto, ma poi si va a ultimare la stagione con una risicata salvezza.

## Divise e sponsor
Lo sponsor è Sinudyne.
| Casa | Trasferta | 1ª portiere |

## Rosa
| N. |                       | Ruolo | Calciatore          |
| -- | --------------------- | ----- | ------------------- |
|    | Italia (bandiera)     | P     | Andrea Pazzagli     |
|    | Italia (bandiera)     | P     | Riccardo Cervellati |
|    | Italia (bandiera)     | D     | Renato Villa        |
|    | Italia (bandiera)     | D     | Paolo Negro         |
|    | Italia (bandiera)     | D     | Marco Baroni        |
|    | Italia (bandiera)     | D     | Martino Traversa    |
|    | Italia (bandiera)     | D     | Paolo List          |
|    | Italia (bandiera)     | D     | Emilio Affuso       |
|    | Italia (bandiera)     | D     | Pietro Mariani      |
|    | Italia (bandiera)     | C     | Pierluigi Di Già    |
|    | San Marino (bandiera) | C     | Massimo Bonini      |
|    | Italia (bandiera)     | C     | Romano Galvani      |

| N. |                     | Ruolo | Calciatore          |
| -- | ------------------- | ----- | ------------------- |
|    | Italia (bandiera)   | C     | Carlo Troscè        |
|    | Italia (bandiera)   | C     | Giuseppe Campione   |
|    | Italia (bandiera)   | C     | Fabio Poli          |
|    | Italia (bandiera)   | C     | Luca Evangelisti    |
|    | Italia (bandiera)   | C     | Giuseppe Anaclerio  |
|    | Italia (bandiera)   | C     | Manuel Gerolin      |
|    | Ungheria (bandiera) | A     | Lajos Détári        |
|    | Italia (bandiera)   | A     | Giuseppe Incocciati |
|    | Svizzera (bandiera) | A     | Kubilay Türkyılmaz  |
|    | Italia (bandiera)   | A     | Riccardo Rimondini  |
|    | Italia (bandiera)   | A     | Luca Barbieri       |

## Risultati

### Serie B

#### Girone di andata
| Arbitro: | Quartuccio (Torre Annunziata) |

|                           |           |                    |
| Detari 10’ Incocciati 63’ | Marcatori | 27’ (rig.) Marulla |

| Taranto 8 settembre 1991 2ª giornata | Taranto                   | 0 – 0 | Bologna | Stadio Erasmo Iacovone\| Arbitro: \| Pezzella (Frattamaggiore) \| |
| Arbitro:                             | Pezzella (Frattamaggiore) |       |         |                                                                   |

| Arbitro: | Cardona (Milano) |

|                              |           |                          |
| Turkyilmaz 5’ Incocciati 90’ | Marcatori | 15’ Protti 50’ Sacchetti |

| Arbitro: | Scaramuzza (Mestre) |

|          |           |  |
| Ganz 50’ | Marcatori |  |

| Arbitro: | Rosica (Roma) |

|                     |           |  |
| Poli 33’ Detari 55’ | Marcatori |  |

| Arbitro: | Pairetto (Nichelino) |

|           |           |  |
| Lerda 71’ | Marcatori |  |

| Arbitro: | Ceccarini (Livorno) |

|  |           |           |
|  | Marcatori | 70’ Villa |

| Arbitro: | Fabricatore (Roma) |

|                                          |           |              |
| Incocciati 9’, 10’ Troscè 55’ Detari 83’ | Marcatori | 58’ Di Livio |

| Bologna 27 ottobre 1991 9ª giornata | Bologna                | 0 – 0 | Palermo | Stadio Renato Dall'Ara\| Arbitro: \| Conocchiari (Macerata) \| |
| Arbitro:                            | Conocchiari (Macerata) |       |         |                                                                |

| Arbitro: | Chiesa (Milano) |

|               |           |  |
| Parpiglia 41’ | Marcatori |  |

| Arbitro: | Scaramuzza (Mestre) |

|  |           |                    |
|  | Marcatori | 63’, 70’ Ravanelli |

| Arbitro: | Bettin (Padova) |

|                                   |           |  |
| Balbo 37’, 56’ Marronaro 80’, 90’ | Marcatori |  |

| Arbitro: | Beschin (Legnago) |

|            |           |                  |
| Detari 47’ | Marcatori | 60’ (aut.) Villa |

| Pisa 1º dicembre 1991 14ª giornata | Pisa                 | 0 – 0 | Bologna | Stadio Arena Garibaldi\| Arbitro: \| Brignoccoli (Ancona) \| |
| Arbitro:                           | Brignoccoli (Ancona) |       |         |                                                              |

| Arbitro: | De Angelis (Civitavecchia) |

|                   |           |               |
| Detari 90’ (rig.) | Marcatori | 63’ Benedetti |

| Arbitro: | D'Elia (Salerno) |

|               |           |  |
| Provitali 12’ | Marcatori |  |

| Arbitro: | Arena (Ercolano) |

|          |           |                  |
| List 19’ | Marcatori | 45’ (aut.) Villa |

| Arbitro: | Nicchi (Arezzo) |

|  |           |                          |
|  | Marcatori | 3’ Turkyilmaz 33’ Troscè |

| Arbitro: | Rodomonti (Teramo) |

|                     |           |                              |
| Poli 14’ Baroni 74’ | Marcatori | 17’, 65’ Cerbone 67’ Carbone |

#### Girone di ritorno
| Arbitro: | Fucci (Salerno) |

|  |           |            |
|  | Marcatori | 35’ Detari |

| Arbitro: | Brignoccoli (Ancona) |

|           |           |  |
| Detari 2’ | Marcatori |  |

| Arbitro: | De Angelis (Civitavecchia) |

|  |           |               |
|  | Marcatori | 3’ Turkyilmaz |

| Arbitro: | Boemo (Cervignano del Friuli) |

|                               |           |             |
| Detari 12’ Luzardi 18’ (aut.) | Marcatori | 48’ Saurini |

| Arbitro: | Quartuccio (Torre Annunziata) |

|                       |           |                   |
| Paci 27’ Pascucci 68’ | Marcatori | 11’ (aut.) Giusti |

| Arbitro: | Cesari (Genova) |

|                |           |  |
| Turkyilmaz 81’ | Marcatori |  |

| Arbitro: | Chiesa (Milano) |

|                        |           |  |
| Detari 43’ Gerolin 90’ | Marcatori |  |

| Padova 22 marzo 1992 27ª giornata | Padova              | 0 – 0 | Bologna | Stadio Silvio Appiani\| Arbitro: \| F. Baldas (Trieste) \| |
| Arbitro:                          | F. Baldas (Trieste) |       |         |                                                            |

| Arbitro: | Sguizzato (Verona) |

|                       |           |                |
| Biffi 37’ Cecconi 61’ | Marcatori | 45’ Turkyilmaz |

| Arbitro: | Rodomonti (Teramo) |

|                                      |           |                            |
| Incocciati 76’ (rig.) Turkyilmaz 80’ | Marcatori | 8’ Battaglia 78’ Stringara |

| Arbitro: | Beschin (Legnago) |

|                            |           |                    |
| A. Bertoni 27’ Morello 45’ | Marcatori | 4’, 65’ Incocciati |

| Arbitro: | Ceccarini (Livorno) |

|                                              |           |                              |
| Turkyilmaz 19’, 70’, 89’ Giuliani 85’ (aut.) | Marcatori | 79’ (aut.) Mariani 90’ Nappi |

| Arbitro: | Cesari (Genova) |

|                                                  |           |  |
| Massara 26’, 47’ Bivi 61’ (rig.), 78’ Pagano 90’ | Marcatori |  |

| Arbitro: | Arena (Ercolano) |

|  |           |               |
|  | Marcatori | 85’ Scarafoni |

| Arbitro: | Boggi (Salerno) |

|              |           |  |
| Pasculli 59’ | Marcatori |  |

| Bologna 24 maggio 1992 35ª giornata | Bologna         | 0 – 0 | Modena | Stadio Renato Dall'Ara\| Arbitro: \| Fucci (Salerno) \| |
| Arbitro:                            | Fucci (Salerno) |       |        |                                                         |

| Arbitro: | Cinciripini (Ascoli Piceno) |

|              |           |  |
| Simonini 68’ | Marcatori |  |

| Arbitro: | Lanese (Messina) |

|                |           |            |
| Turkyilmaz 26’ | Marcatori | 45’ Ermini |

| Arbitro: | Trentalange (Torino) |

|           |           |  |
| Manzo 51’ | Marcatori |  |

### Coppa Italia
| Arbitro: | Brignoccoli (Ancona) |

|                            |           |                                        |
| Leoni 3’ (aut.) Detari 70’ | Marcatori | 30’, 81’ Insanguine 79’ (rig.) Mastini |

| Arbitro: | Bettin (Padova) |

|                        |           |  |
| Mastini 73’ Monari 85’ | Marcatori |  |